# Stephen Root
Stephen Root (Sarasota (Florida), 17 november 1951) is een Amerikaans karakteracteur. Hij werd vooral bekend als Jimmy James uit de comedyserie NewsRadio, hoewel hij bijna 130 rollen speelde op tv en in films. Ook is hij diegene die het bekende zinnetje I believe you have my stapler uitsprak als Milton Waddams in de film Office Space.
Andere films waarin hij te zien is zijn onder andere Ghost, Buffy the Vampire Slayer, DodgeBall: A True Underdog Story, No Country for Old Men en Get Out. Ook speelde Root vele (bij)rollen in succesvolle series, onder meer in Barry, The West Wing, True Blood, Boardwalk Empire, Justified en Succession.

## Filmografie

### Film
- Crocodile Dundee II (1988) – DEA-agent (Toilet)
- Monkey Shines (1988) – Dean Burbage
- Black Rain (1989) – Berg
- Cross of Fire (Televisiefilm, 1989) – Beggs
- Stanley & Iris (1990) – Mr. Hershey
- Ghost (1990) – Politie-sergeant
- Guilty by Suspicion (1991) – RKO-bewaker
- V.I. Warshawski (1991) – Mickey
- Bed & Breakfast (1992) – Randolph
- A Woman Scorned: The Betty Broderick Story (Televisiefilm, 1992) – Kevin McDonald
- Buffy the Vampire Slayer (1992) – Gary Murray
- Her Final Fury: Betty Broderick, the Last Chapter (Televisiefilm, 1992) – Kevin McDonald
- Extreme Justice (1993) – Max Alvarez
- Class of '61 (Televisiefilm, 1993) – Rol onbekend
- Black Widow Murders: The Blanche Taylor Moore Story (Televisiefilm, 1993) – Dr. Kirby
- Dave (1993) – Don Durenberger
- RoboCop 3 (1993) – Coontz
- Bye Bye Love (1995) – Gewekte buurman (Niet op aftiteling)
- Night of the Scarecrow (1995) – Oom Frank/De sheriff
- In the Line of Duty: Hunt for Justice (Televisiefilm, 1995) – Jaan Laaman
- The Road to Galveston (Televisiefilm, 1996) – Ed Kirkman
- The Lottery (Televisiefilm, 1996) – Graham Dunbar
- Pandora's Clock (Televisiefilm, 1996) – Mark Hastings
- Blade Runner (Computerspel, 1997) – Early Q. (Stem)
- steve.oedekerk.com (Televisiefilm, 1997) – Rol onbekend
- Krippendorf's Tribe (1998) – Gerald Adams
- Gut Feeling (1999) – Kane Cohen
- Office Space (1999) – Milton Waddams
- The Sissy Duckling (Televisiefilm, 1999) – Big Ducky (Stem)
- Natural Selection (1999) – Mr. Crenshaw
- Bicentennial Man (1999) – Dennis Masnky, hoofd van NorthAm Robotics
- O Brother, Where Art Thou? (2000) – Radio-station man
- Buzz Lightyear of Star Command Televisieserie – Sheriff (Afl., Strange Invasion, 2000, stem)
- Buzz Lightyear of Star Command Televisieserie – Sheriff/Wachtpost #2 (Afl., Revenge of the Raenoks, 2000, stem)
- Tripping the Rift (2000) – Chode (Stem)
- Me & My Needs (Televisiefilm, 2001) – Rol onbekend
- Big Guy and Rusty the Boy Robot Televisieserie – Dr. Donovan (Afl. onbekend, 1999-2001)
- The Andy Dick Show Televisieserie – Manager van 98+1 winkel (Afl., Andy Land, 2001)
- The Norm Show Televisieserie – Mr. Sweeney (Afl., Denby Quits, 2001|Norm Comes Back, 2001)
- DAG Televisieserie – Senator Culpepper (Afl., Smoke, 2001)
- Ladies Man Televisieserie – Gene (30 afl., 1999-2001)
- The Legend of Tarzan Televisieserie – Theodore 'Teddy' Roosevelt (Afl., Tarzan and the Rough Rider, 2001, stem)
- Ed Televisieserie – George MacPherson (Afl., Changes, 2001)
- Dexter Prep (Televisiefilm, 2002) – Charles
- The Proud Family Televisieserie – Mr. Andrews (Afl., I Had a Dream, 2002, stem)
- Malcolm in the Middle Televisieserie – John Pratt (Afl., Company Picnic: Part 1 & 2, 2002)
- Ice Age (2002) – Rhino/Start (Stem)
- Just Shoot Me! Televisieserie – Dr. Drake Kelson (Afl., Blush Gets Some Therapy, 2002)
- Justice League Televisieserie – Cat Man (Afl., Legends: Part 1 & 2, 2002, stem)
- The Country Bears (2002) – Zeb (Stem)
- White Oleander (2002) – Michael (Scènes verwijderd)
- According to Jim Televisieserie – Al Crannis (Afl., The Christmas Party, 2002)
- Kim Possible Televisieserie – Philippe Bullion/Pop-Pop Porter (Afl., Animal Attraction, 2003, stem)
- Kim Possible Televisieserie – Texaan (Afl., Two to Tutor, 2003, stem)
- Finding Nemo (2003) – Bubbles (Stem)
- Kim Possible Televisieserie – Mr. Nevius (Afl., Vir-Tu-Ron, 2003, stem)
- Grind (2003) – Cameron
- Kim Possible Televisieserie – Memphis (Afl., A Very Possible Christmas, 2003, stem)
- CSI: Crime Scene Investigation Televisieserie – Michael Kirkwood (Afl., Homebodies, 2003)
- Raising Genius (2004) – Dwight Nestor
- The Ladykillers (2004) – Fernand Gudge
- Jersey Girl (2004) – Greenie
- Grounded for Life Televisieserie – Tony Bustamante (Afl., I Fought the In-Laws, 2002|Mustang Lily, 2002|You're So Vain, 2004)
- Frasier Televisieserie – Harbin (Afl., Detour, 2004)
- DodgeBall: A True Underdog Story (2004) – Gordon
- Surviving Christmas (2004) – Dr. Freeman
- Brandy & Mr. Whiskers Televisieserie – Kerstman (Afl., On Whiskers, on Lola, on Cheryl, on Meryl, 2004, stem)
- Wake Up, Ron Burgundy: The Lost Movie (DVD, 2004) – Vince Masters
- Kim Possible: So the Drama (Televisiefilm, 2005) – Cowboy gokker (Stem)
- Kim Possible Televisieserie – Chester Yapsby (Afl., Roachie, 2005, stem)
- Teen Titans Televisieserie – Val Yor (Afl., TROQ, 2005, stem)
- Just Friends (2005) – KC
- Cook-Off! (2006) – Morty Van Rookle (Scènes verwijderd)
- Ice Age: The Meltdown (2006) – Aardvark Dad (Stem)
- The X's Televisieserie – Homebase (6 afl., 2005-2006, stem)
- Gretchen (2006) – Herb
- Idiocracy (2006) – Rechter Hank 'The Hangman' BMW (Niet op aftiteling)
- The Path to 9/11 (Televisiefilm, 2006) – Richard Clarke
- The Frank Anderson (2006) – John Simon
- The Fox and the Hound 2 (DVD, 2006) – Talentenscout (Stem)
- Random! Cartoons Televisieserie – Lance (Afl., Squirly Town, 2007, stem)
- American Dad! Televisieserie – Dick (6 afl., 2006-2007, stem)
- No Country for Old Men (2007) – Man die Wells inhuurt
- Sunny & Share Love You (2007) – Clive Anderson
- Tripping the Rift Televisieserie – Chode (39 afl., 2004-2007)
- Mad Money (2008) – Glover
- Over Her Dead Body (2008) – Beeldhouwer
- Drillbit Taylor (2008) – Rector Doppler
- Leatherheads (2008) – Suds
- Tripping the Rift: The Movie (Dvd, 2008) – Chode
- Bob Funk (2008) – Steve
- The Soloist (2009) – Curt Reynolds
- The Men Who Stare at Goats (2009) – Gus Lacey
- Unthinkable (2010) – Charles Thompson
- Everything Must Go (2010) – Elliot
- The Conspirator (2010) – John Lloyd
- Red State (2011) – Sheriff Wynan
- Rango (2011) – Doc en Merrimack (Stem)
- J. Edgar (2011) – Arthur Koehler
- Cedar Rapids (2011) – Bill Krogstad
- The Company You Keep (2012) – Billy Cusimano
- Bad Milo! (2013) – Roger
- The Lone Ranger (2013) – Habberman
- Selma (2014) – Col. Al Lingo
- Hello, My Name Is Doris (2015) – Todd Miller
- Trumbo (2009) – Hymie King
- Finding Dory (2016) – Bubbles (Stem)
- Get Out (2017) – Jim Hudson
- The Ballad of Buster Scruggs (2018) – Teller
- On the Basis of Sex (2018) – Professor Brown
- Seberg (2019) – Walt Breckman
- Bombshell (2019) – Neil Mulin
- Four Good Days (2020) – Chris
- Uncle Frank (2020) – Vader Mac
- The Empty Man (2020) – Arthur Parsons
- The Tragedy of Macbeth (2021) – Porter
- To Leslie (2021) – Dutch
- Heads of State (2025) – Arthur Hammond

### Televisieseries
*Exclusief eenmalige gastrollen
- Amphibia – Mayor Toadstool (2019-2022, vijfentwintig afleveringen)
- Barry (televisieserie) – Monroe Fuches (2018-2023, negentwintig afleveringen)
- Succession – Ron Petkus (2021-2023, twee afleveringen)
- Perry Mason – Maynard Barnes (2020, zeven afleveringen)
- Gravity Falls – Bud Gleeful (2012-2016, zeven afleveringen) (stem)
- Brooklyn Nine-Nine – Lynn Boyle (2014-2015, vier afleveringen)
- The Big Bang Theory – Dan (2014, twee afleveringen)
- Fargo (televisieserie) – Burt Canton (2014, twee afleveringen)
- Justified – Rechter Mike Reardon (2010-2014, zeven afleveringen)
- Boardwalk Empire – Gaston Means (2012-2013, negen afleveringen)
- The Newsroom – Generaal Stomtonovich (2013, twee afleveringen)
- The Good Wife – Rechter Murphy Wicks (2012, twee afleveringen)
- 24 – Bill Prady (2010, drie afleveringen)
- True Blood – Eddie Gauthier (2008-2009, vier afleveringen)
- Pushing Daisies – Dwight Dixon (2008, vijf afleveringen)
- The West Wing – Bob Mayer (2005-2006, negen afleveringen)
- Malcolm in the Middle – John Pratt (2002, twee afleveringen)
- NewsRadio – Jimmy James (1995-1999, zevenennegentig afleveringen)
- From the Earth to the Moon – Ruimtevaart-directeur Chris Kraft (1998, vijf afleveringen)
- L.A. Law – Atty. Brandon McCafferty (1990-1994, vier afleveringen)
- Star Trek: The Next Generation Televisieserie – Kapitein K'Vada (1991, twee afleveringen)

### Videospellen
- Grand Theft Auto VI – Brian Heder